# Penicuik
Penicuik – miasto we wschodniej Szkocji, w hrabstwie Midlothian, położone na zachodnim brzegu rzeki North Esk, u podnóża wzgórz Pentland Hills, około 15 km na południe od Edynburga. W 2011 roku miasto liczyło 15 926 mieszkańców.
Nazwa miasta wywodzi się od brytańskiej nazwy Pen-y-Cog, oznaczającej „wzgórze kukułki”. Miejscowość rozplanowana została w 1770 roku przez lokalnego lairda Jamesa Clerka, choć osada istniała tutaj prawdopodobnie dużo wcześniej. W XVIII i XIX wieku rozwinął się tu przemysł papierniczy i włókienniczy oraz wydobycie węgla. W latach 1811–1814, podczas wojen napoleońskich, jeden z zakładów włókienniczych przekształcony został w więzienie dla 6000 francuskich jeńców wojennych, strzeżone przez garnizon liczący 1500 żołnierzy. W latach 1969–2006 w mieście działała huta szkła kryształowego. Współcześnie Penicuik pełni przede wszystkim funkcję miasta satelickiego dla Edynburga.
W pobliżu miasta znajdują się ruiny rezydencji Penicuik House z XVIII wieku, zniszczonej w pożarze w 1899 roku oraz zamków Uttershill Castle i Brunstane Castle z XVI wieku. 